# Калабухін Анатолій Васильович
Анато́лий Васи́льович Калабу́хін (21 червня 1930, Луганськ — 30 червня 2022) — український диригент, педагог.  Народний артист Української РСР (1991), професор.

## Життєпис
Народився у родині робітника, яка жила на околиці Луганська.
У 1945—1948 роках навчався в Луганському музичному училищі по класу домри С. А. Васильєва.
У 1953 закінчив Харківську консерваторію як домрист по класу Н. Т. Лисенка, диригуванню навчався в класі К. Л. Дорошенка.
З 1952 року диригує у Харківському театрі опери та балету ім. Н. В. Лисенка (з 1952 року — асистент диригента, з 1954 року — диригент, у 1973—1978 — головний диригент).
У 1968—1973 — головний диригент і художній керівник Харківської філармонії.
З 1953 року викладає у Харківській консерваторії — Інституті мистецтв (нині Університет мистецтв ім. І. П. Котляревського), з 1972 року — доцент, з 1979 року — професор, у 1979—2019 рр. — завідувач кафедри оперної підготовки.
У 1990—2009 рр. — голова Харківського відділення Національної всеукраїнської музичної спілки.
Помер 30 червня 2022 року на 93-му році життя.

### Сім'я
- Дружина — Яценко Ірина Дмитрівна (1945 — 2006) — оперна співачка, народна артистка України, солістка Харківського театру опери та балету ім. Н. В.Лисенка, професор Харківського університету мистецтв ім. І. П. Котляревського.

## Нагороди і звання
- 1976 — Заслужений діяч мистецтв УРСР
- 1991 — Народний артист УРСР
- 2010 — Почесний громадянин Харкова[6]